# Iglesia de San Pedro Sestronques
La iglesia de San Pedro Sestronques es un templo católico situado en el término municipal de Anglés, La Selva, Gerona, Cataluña, España. El primer dato que se tiene es del siglo IX cuando era sufragánea de la iglesia de San Amanç y más tarde de la de Sant Martí Sapresa. El templo actual, sin embargo, parece más tardío, del siglo X o XI. A finales del siglo XX la iglesia amenazaba ruina e incluso se hundió el techo.
La iglesia es de una sola nave, con orientación al este, con cubierta de madera y un ábside con bóveda de cuarto de cañón. Cuenta con dos ventanas, una en el ábside y la otra en el muro norte con una factura muy curiosa y extraña para un templo de estas características, ya que se trata de una gran ventana con arco de herradura, que alguien ha querido ver como de origen prerrománico del templo, lo que puede ser discutible, sobre todo por las dimensiones que tiene. La puerta de entrada está en el centro del muro de poniente, con un arco simple y con dovelas poco trabajadas. Corona este muro una espadaña de un único ojo.